# Britannia Hotels
Britannia Hotels est une chaîne d'hôtels britannique exploitant 53 établissements au Royaume-Uni.

## Historique
Le groupe Britannia Hotels est fondé en 1976 par l'achat du Britannia County House Hotel à Didsbury, près de la ville de Manchester. Le dirigeant et fondateur du groupe, Alex Langsam, en est le principal actionnaire,.
À la suite de sa fondation en 1976, le groupe achète un monument historique à l'abandon au centre de Manchester. Après un an de rénovation, le Britannia Hotel Manchester ouvre 25 de ses chambres de l'étage supérieur ainsi que sa discothèque en mai 1982. À la fin de l'année 1982, Britannia Hotels rachète à la British Rail le luxueux Adelphi situé au cœur de Liverpool. En 1987, Britannia Hotels convertit un ancien C&A. en hôtel et le renomme Sachas Hotel. Le groupe rachète aussi le manoir Bosworth Hall dans le village de Market Bosworth. En 1988, Britannia rachète et développe le International Hotel situé près de Canary Wharf, au centre de Londres, qui rouvre le 9 juin 1992. Le Britannia Stockport Hotel (Manchester) ouvre en 1993, puis le groupe rachète l'Europa Hotel à proximité de l'aéroport de Gatwick. Le groupe reprend également l'hôtel brutaliste du centre de Coventry.
En 1997, un documentaire de la BBC sur le Britannia Adelphi Hotel provoque une augmentation accrue de la clientèle les mois suivants, alors que plusieurs critiques se font entendre sur la gestion de l'hôtel. Dans les années suivantes, la BBC change d'opinion au sujet de l'hôtel, qu'un journaliste analyse à la lumière noire pour mettre en évidence les accumulations bactériologiques invisibles à l'œil nu.
De 1994 à 2004, le groupe acquiert 16 hôtels supplémentaires. En novembre 2004, le groupe achète quatre hôtels du Grand Leisure Group : le Grand Hotel à Scarborough, le Grand Hotel à Llandudno, le Grand Burstin Hotel à Folkestone et le Grand Metropole à Blackpool. Entre 2005 et 2015, Britannia Hotels rajoute 23 hôtels à son portfolio, dont le Palace Hotel à Buxton, le Basingstoke Country Hotel,, le Trecan Hotel Torquay, le Cavendish Hotel d'Eastbourne, le Waterside inn à Peterhead en Écosse, ainsi que le Royal Hotel et le Clifton situés à Scarborough.
En janvier 2011, Britannia Hotels rachète les camps de vacances Pontins (en) pour 18,5 millions de livres. À la suite de cette acquisition, Pontins fait l'objet de nombreuses plaintes,,,,. Le plan d'Alex Langsam est de faire de Pontins une expérience proche de celle des parcs Disney, selon la volonté du fondateur Fred Pontin. Langsam annonce également la rénovation des parcs hôteliers rattachés aux parcs Pontins.
En 2015, le groupe revend le Road Fire Station de Londres, bâtiment historique acquis en 1985. Deux ans plus tard, le groupe acquiert le Royal Hotel à Hull, alors détenu par la marque Mercure, et annonce son expansion. En juillet 2018, le groupe Marriott International vend 5 hôtels anglais à Britannia hotels, qui rachète également le Grand Hotel Blackpool à Hilton Hotels & Resorts. En janvier 2019, Britannia Hotels rachète le Coylumbridge hotel à Aviemore au Starwood Capital Group.

## Description
Britannia Hotels enregistre un effectif total d'environ 10 000 employés, et 7 millions de clients par an. Britannia Hotels gère aussi les parcs de vacances Pontins (en), ainsi que plusieurs établissements de luxe.
Britannia Hotels ne construit pas d'hôtels, mais achète plutôt des bâtiments dans le but de les rénover et de les convertir en hôtels. Les hôtels du groupe n'ont pas de thème ou d'identité commune, chaque hôtel est géré de manière individuelle. D'un établissement à l'autre, les chambres sont meublées différemment, même si les chambres rénovées par le groupe présentent des similarités. Les prix et les étoiles attribuées varient d'un établissement à un autre.
Le siège social du groupe se situe dans l'ancienne mairie d'Hale (en), un village de la banlieue de Manchester où un grand nombre de compagnies hôtelières ont leur siège.

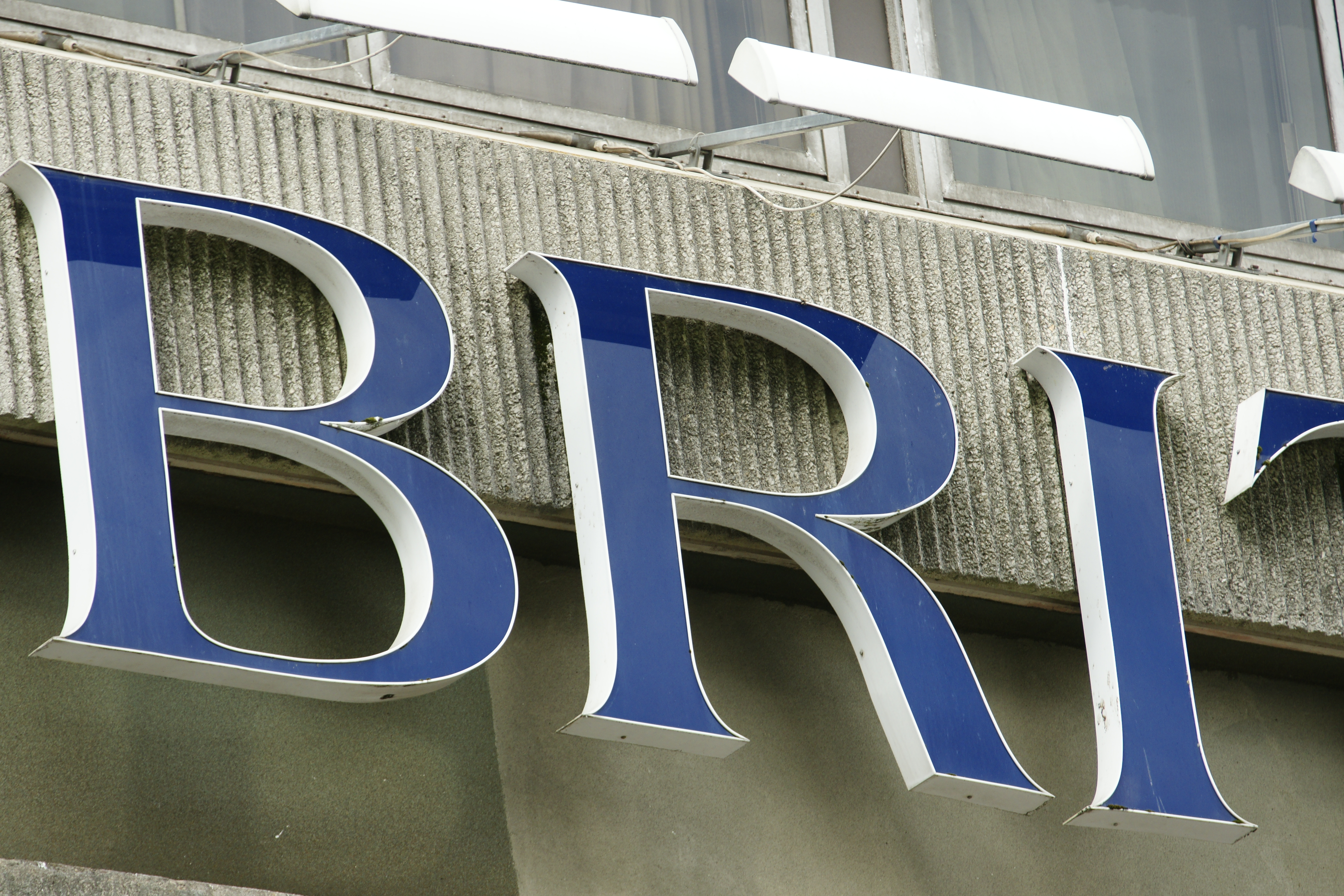
Enseigne (tronquée) Britannia Hotel.
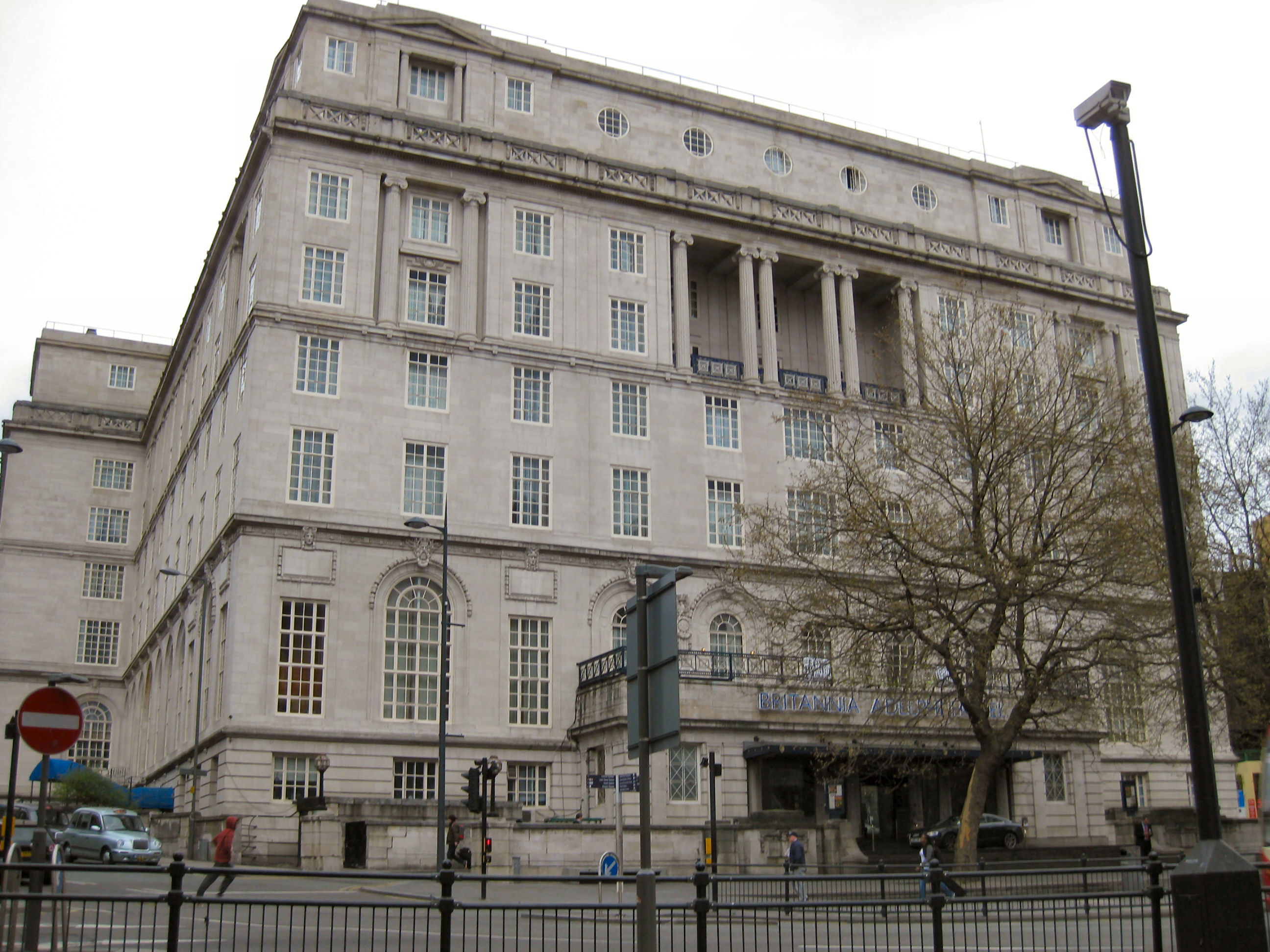
Adelphi Hotel, Liverpool.
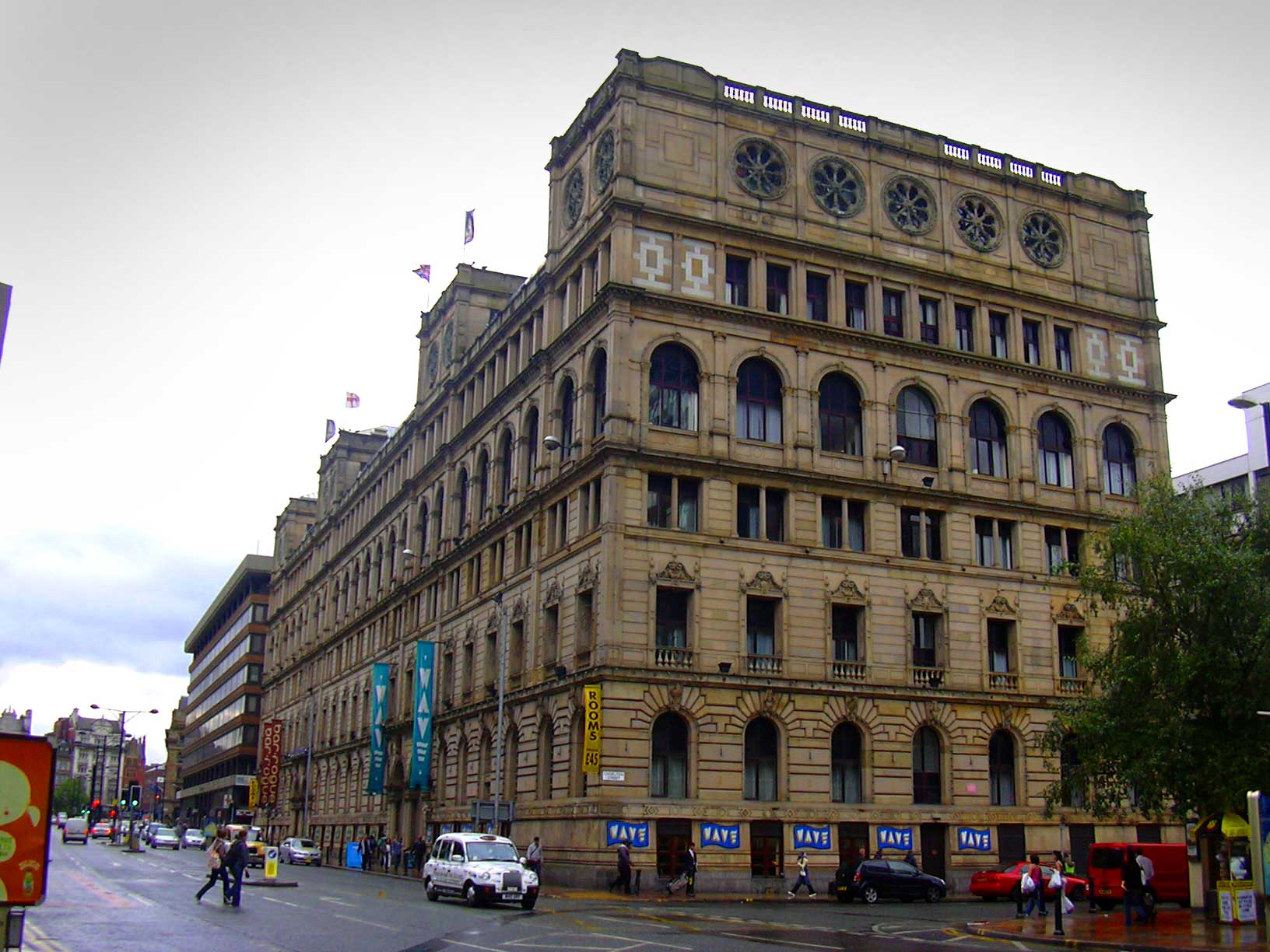
Britannia Hotel Manchester.
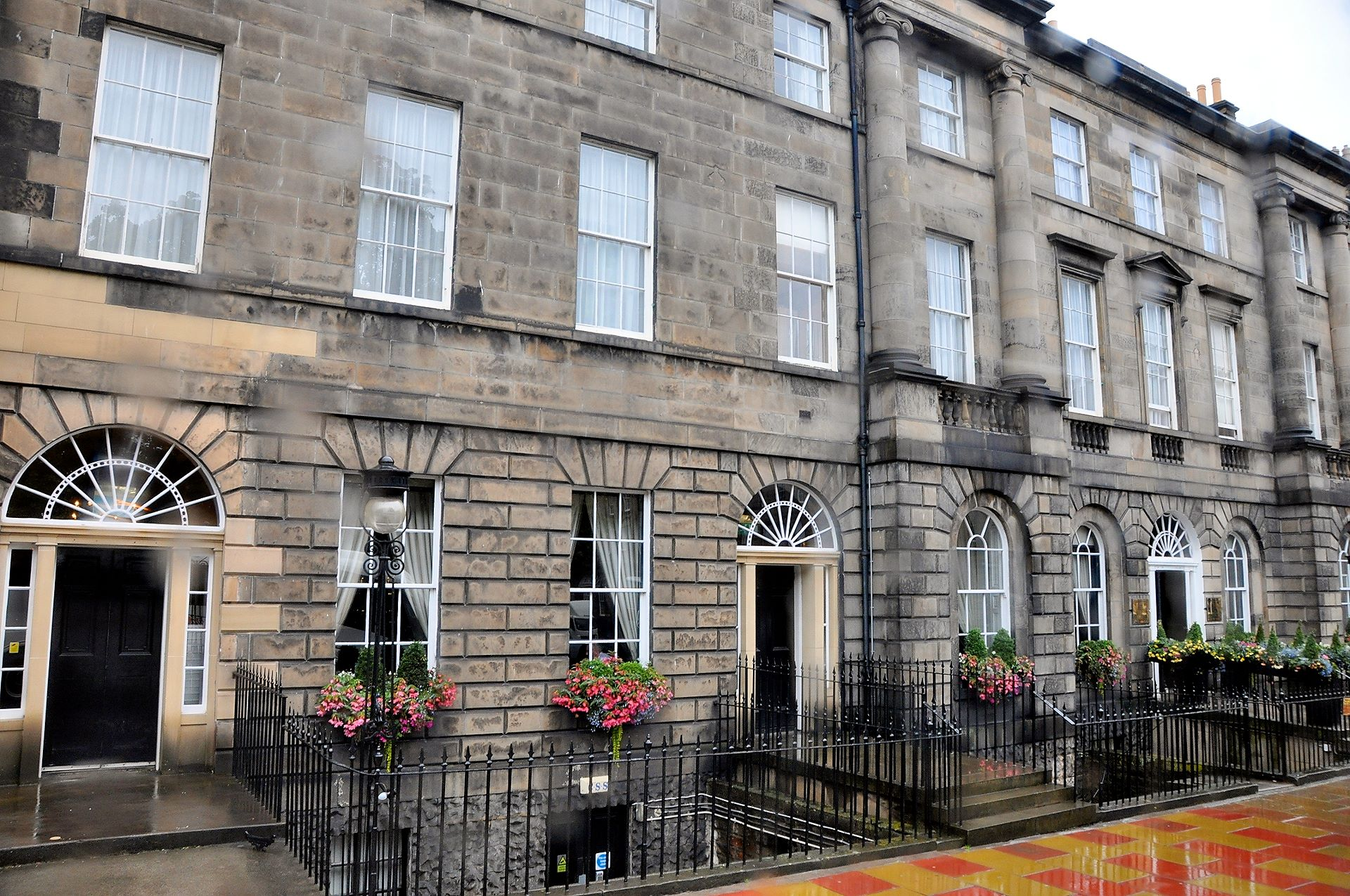
Britannia Hotel Edinburgh.
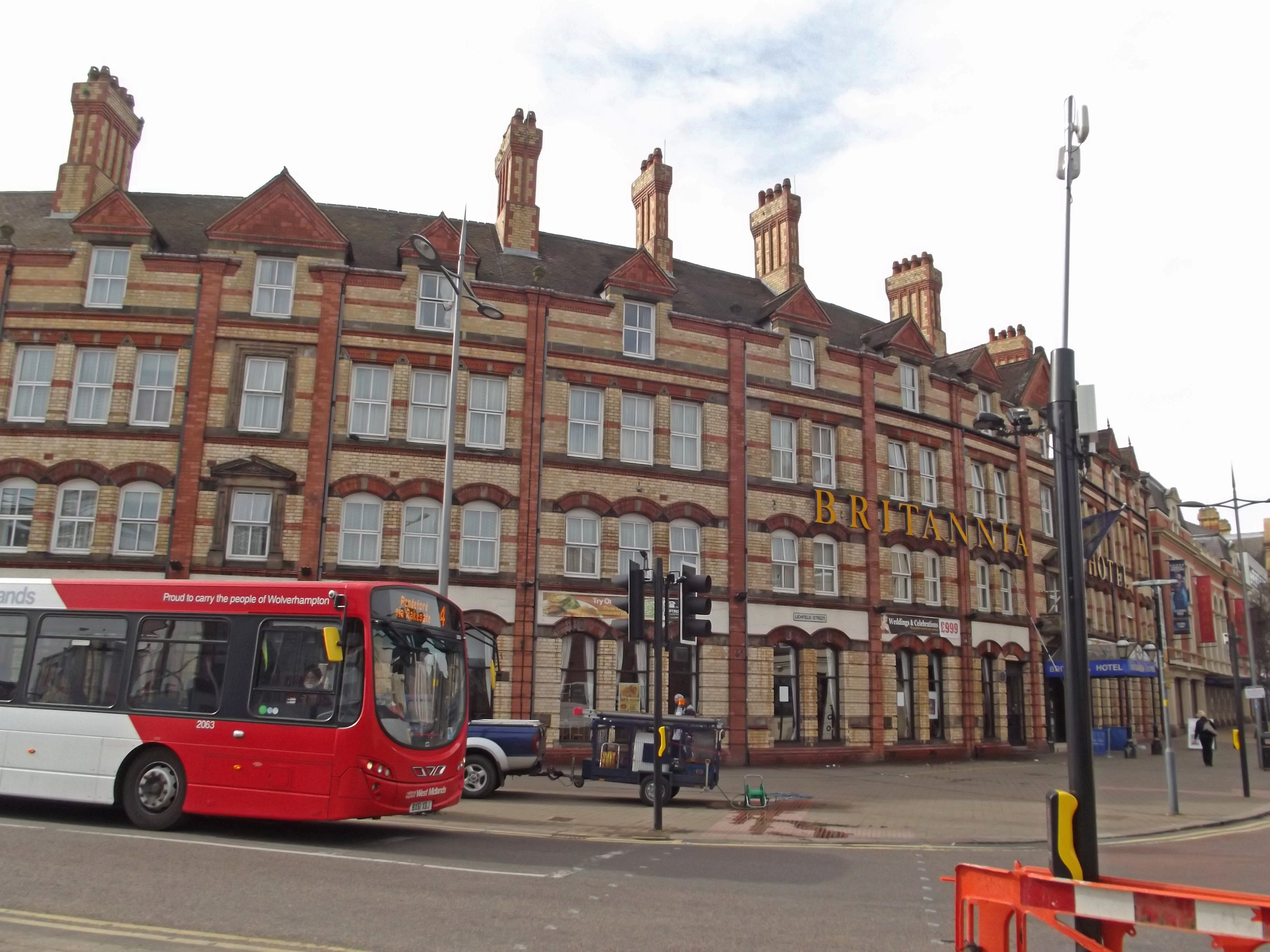
Britannia Hotel Wolverhampton.
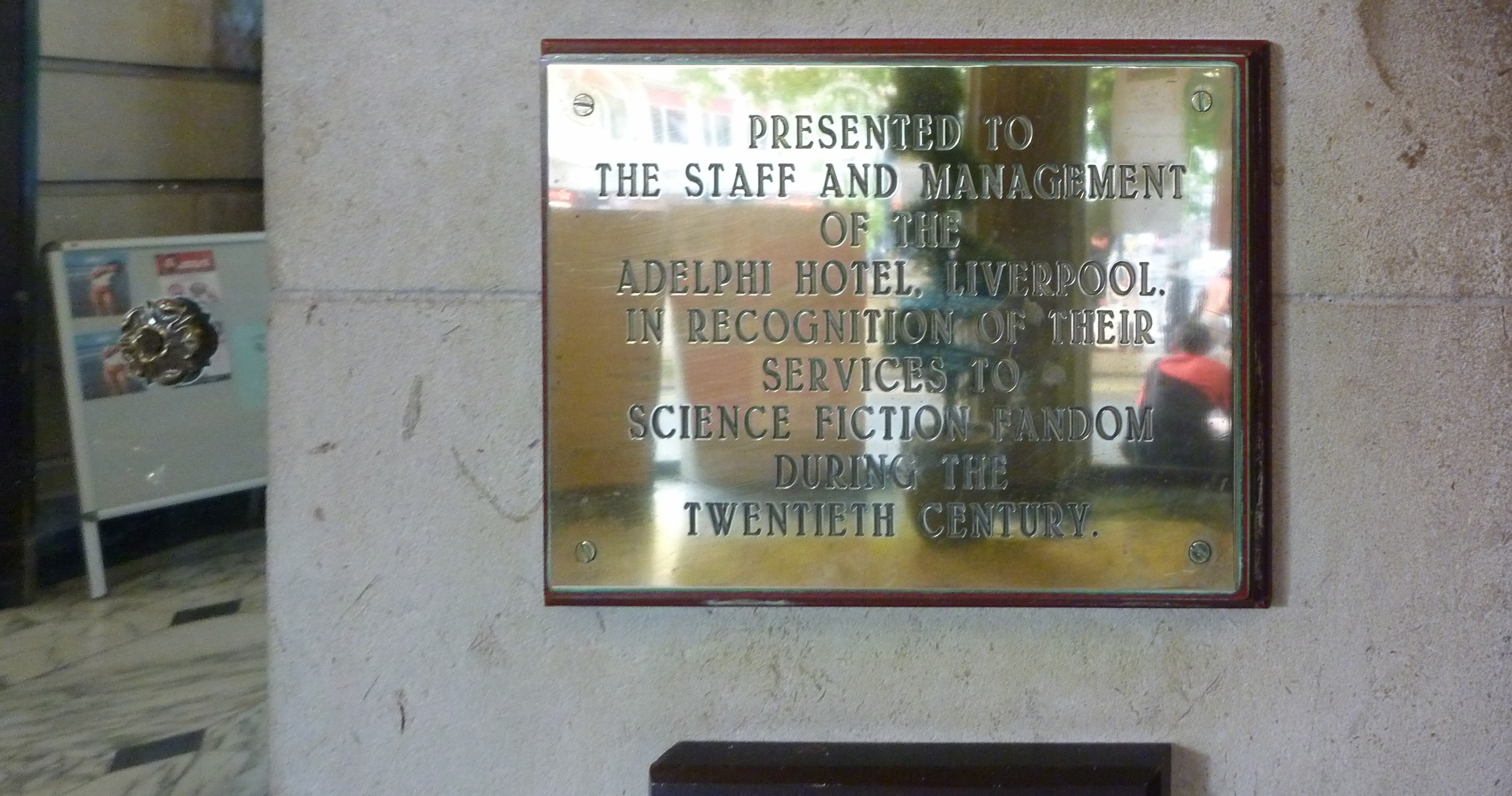
Plaque faisant référence à la place du Adelphi dans la science fiction.

## Récompenses
- 2011 : Group Travel Award de la catégorie « chaîne d'hôtels la plus accueillante »[23]
- 2013 : Prix UKCSI de la meilleure amélioration d'organisation décerné à Pontins par le comité du UK Customer Satisfaction Award[24].

## Dans la culture populaire
Le salon du Britannia Adelphi Hotel a inspiré l'auteur du roman Retour à Brideshead, paru en 1981, pour la description d'un intérieur de paquebot.

## Controverses
En 2005 et 2006, le Grand Hotel de Scarborough ainsi que le Adelphi Hotels sont examinés par des reporters de la BBC,.
En 2007, le Britannia Hotel de Stockport est classé parmi les hôtels les plus sales du Royaume-Uni par le site TripAdvisor,,.
En 2013, le groupe est poursuivi plusieurs fois en justice pour mise en danger de clients et de personnel de chantier par exposition aux particules d'amiante au Grand Burstin Hotel de Folkestone.